# Giustizia (Raffaello)
Giustizia è un affresco (diametro 180 cm) di Raffaello Sanzio, databile al 1508 e facente parte della decorazione della volta della Stanza della Segnatura nei Musei Vaticani.

## Storia
I quattro tondi della volta vengono di solito datati appena dopo i quattro riquadri. La Stanza della segnatura fu la prima ad essere decorata da Raffaello negli appartamenti vaticani.

## Descrizione e stile
L'opera è contraddistinta da toni caldi, ugualmente l'incarnato è di colore tendente ad ocra.
Su uno sfondo a finto mosaico dorato è rappresentata la personificazione della Giustizia, seduta su un trono di nubi. Essa veste un abito ampio, di colore viola, stretto sotto il seno, e ha gli avambracci scoperti. Sulle gambe è disposto un mantello di colore scuro. Tra i capelli ha una corona cui è intrecciato un tessuto a comporre l'acconciatura. Il braccio destro è sollevato per brandire la spada, mentre con l'altro tiene sospesa con la mano il tipico attributo della bilancia, simbolo di equità secondo la tradizione iconografica.
Accanto a lei stanno due coppie di putti: dei due seduti quello a sinistra (che ha sulla spalla un manto rosso) mostra la schiena agli spettatori mentre l'altro è di fianco ma col volto frontale a fissare la Giustizia; i due in piedi (che a differenza degli altri due hanno le ali) sono in secondo piano e tengono in mano pesanti tabelle biansate con iscrizioni, in cui si legge, divisa a metà dopo le prime due parole, una citazione da Giustiniano: IUS SUUM UNICUIQUE TRIBUIT.
La cornice tonda che racchiude la raffigurazione della Giustizia è un particolare dell'affresco  dedicato alle tre virtù del giudice, infatti nel complesso di rispondenze tra il soffitto e le lunette laterali la Giustizia si inserisce nell'asse della parete sud, con Giudizio di Salomone e le Virtù e la Legge. Essa completa dunque le tre Virtù cardinali della lunetta sottostante e la sua preminenza è legata alla dottrina platonica, ripresa anche da sant'Agostino.
| Parete | Immagine | Tondo     | Immagine | Riquadro             | Immagine | Lunetta          | Elemento | Putto |
| ------ | -------- | --------- | -------- | -------------------- | -------- | ---------------- | -------- | ----- |
| Sud    |          | Giustizia |          | Giudizio di Salomone |          | Virtù e la Legge | Terra    | Terra |